# Robert Baden-Powell
Robert Stephenson Smyth Baden-Powell, primul Baron Baden-Powell, OM, GCMG, GCVO, KCB (pronunție în engleză [ˈbeɪdən ˈpoʊ.əl]; n. 22 februarie 1857, Greater London, Anglia, Regatul Unit al Marii Britanii și Irlandei – d. 8 ianuarie 1941, Nyeri, Provincia Centrală, Kenya), denumit și B-P sau Lord Baden-Powell, a fost general-locotenent al armatei britanice, scriitor și fondator al Mișcării Cercetașilor.

## Biografie
După ce a studiat la Charterhouse School, Baden-Powell a servit ca ofițer al armatei britanice între 1876 și 1910 în India și în Africa. În 1899, în timpul celui de al Doilea Război al Burilor din Africa de Sud, Baden-Powell a reușit să apere cu succes orașul Mafeking. Câteva din cărțile sale militare, scrise în scopul pregătirii militarilor pentru misiuni de recunoaștere în perioada africană, erau citite și de copii. Pe baza acestor prime cărți, el a scris Scouting for Boys, carte publicată în 1908 de către Pearson, dedicată în special tinerilor. În timp ce scria, și-a testat ideile într-o excursie cu cortul în Insula Brownsea cu Brigada de Băieți locală și cu copiii prietenilor lui, excursie începută la 1 august 1907 și considerată a fi începutul Mișcării Cercetașilor.
După căsătoria cu Olave St Clair Soames, Baden-Powell, sora, Agnes Baden-Powell, și soția sa au îndrumat activ Mișcarea Cercetașilor și cea a Ghidelor (Cercetașelor). Baden-Powell și-a petrecut ultimii ani ai vieții la Nyeri, Kenya, unde a murit și a fost înmormântat în 1941.